# Epistase
Epistase (Griechisch für bremsen, stoppen) ist eine Form der Gen-Interaktion.
Sie liegt vor, wenn ein Gen die Unterdrückung der phänotypischen Ausprägung eines anderen Gens bewirken kann. Der Begriff wurde im Jahre 1909 von William Bateson eingeführt. Es gibt die dominante und die rezessive Epistase. Kontrolliert ein einziges Gen mehrere phänotypische Merkmale, so spricht man von Polyphänie bzw. Pleiotropie.
In der allgemeineren Definition des Begriffes bedeutet Epistase die Interaktion von Genen zwischen Allelen an unterschiedlichen Genloci. Damit ist die Epistase ein Phänomen der nicht-additiven genetischen Varianz, so dass Erbträger nicht einfach eine „Mischung“ aus den Allelen der Elterngeneration sind. Anders gesagt liegt Epistase genau dann vor, wenn die Effekte verschiedener Loci abhängig voneinander sind, die Kovarianz der Beiträge also von Null verschieden ist. Durch diese Interaktionseffekte entsteht eine zusätzliche Variation zwischen Eltern- und Filialgeneration.

## Beispiel

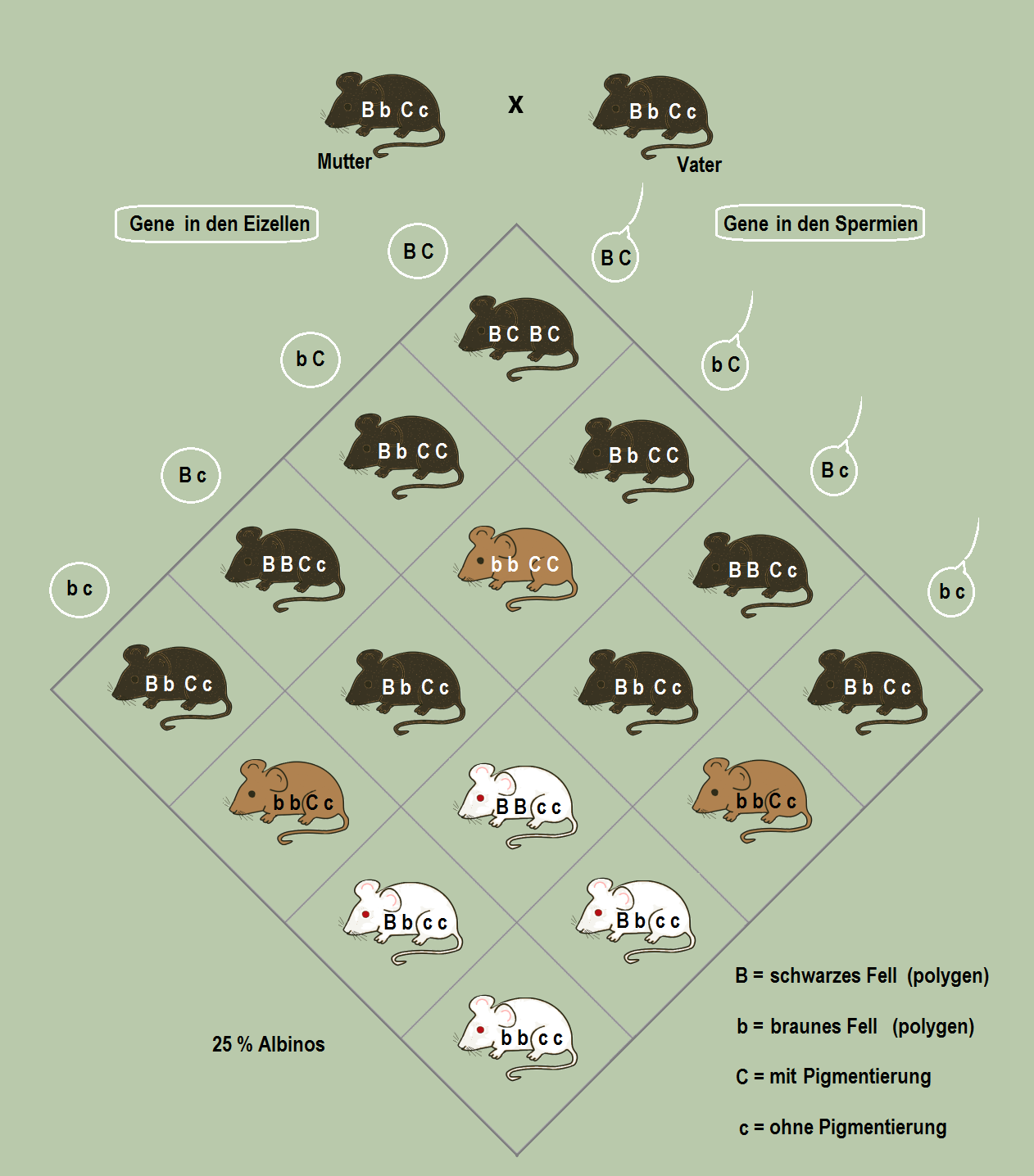
Punnett-Quadrat Genkombinationen mit Epistase. 8 von 16 Individuen der F1-Generation sind Konduktoren des rezessiven Gens c.

Betrachtung von einfarbigen Farbmäusen mit drei unterschiedlichen Fellfarben: Braun, Schwarz, und Weiß (Albino). Schwarz ist gegenüber Braun dominant. Es gibt für die drei Farben zwei Gene: Eines kann in der Form B (schwarz) oder b (braun) vorliegen, das andere in der Form C (farbig) oder c (nicht farbig). Vom ersten Gen hängt ab, welches Pigment produziert werden kann, vom zweiten, ob überhaupt Pigmente produziert werden. Das zweite Gen steht epistatisch über dem ersten. Beim Kreuzen zweier Mäuse mit dem Genotyp BbCc erhält man also zu 4/16 weiße Mäuse (cc (unabhängig vom Pigment)), zu 3/16 braune Mäuse (bb und Cc oder CC) und zu 9/16 schwarze Mäuse (Bb oder BB, Cc oder CC).